# Hans Böttcher (Fußballspieler)
Hans Böttcher (* 10. November 1940 in Weferlingen) ist ein ehemaliger deutscher Fußballspieler im Angriff. Er spielte für die BSG Energie Cottbus in der DDR-Oberliga.

## Karriere
Böttcher spielte in seiner Jugend bei seinem Heimatverein BSG Traktor Weferlingen. Anschließend wechselte 1959 zum er ASV Pasewalk, bevor er 1961 für ein Jahr wieder nach Weferlingen zurückkehrte. 1962 verpflichtete ihn der SC Magdeburg. Dort blieb Böttcher bis 1965 und wechselte danach zum 1. FC Magdeburg in die DDR-Oberliga. Nachdem Böttcher kein Spiel für die erste Herrenmannschaft dort absolviert hatte, ging es für ihn zur BSG Chemie Premnitz, die gerade in die zweitklassige DDR-Liga aufgestiegen waren. Mit Premnitz erreichte er am Saisonende den achten Tabellenplatz. Mit 13 Toren belegte Böttcher den vierten Platz in der Liste der Torschützen. Ein Jahr später ging er zum Ligakonkurrenten BSG Energie Cottbus. In seiner ersten Saison 1968/69 kam er lediglich auf sieben Einsätze und ein Tor, wobei er nur viermal in der Startelf stand. In den Folgejahren lief es für ihn besser. So kam er bis zum Saisonende 1972/73 auf 96 Einsätze und 33 Tore. 1972/73 gelang Cottbus auch der Aufstieg in die Oberliga. In der Aufstiegsrunde war Böttcher in allen achten Spielen eingesetzt worden und hatte drei Treffer erzielt. Dort kam Böttcher achtzehnmal zum Einsatz, davon zehn Einwechslungen, konnte aber kein Tor schießen. Von 1968 bis 1974 war er Mannschaftskapitän gewesen. In der Spielzeit 1974/75 spielte Böttcher für die zweite Mannschaft in der Bezirksliga und beendete daraufhin seine Karriere als Profifußballer.
Von 1976 bis 1978  wirkte Böttcher als Trainer der SG Briesen.